# Bed-in
Under Vietnamkrigen afholdt John Lennon og Yoko Ono i 1969 to bed-ins for fred i henholdsvis Amsterdam og Montreal som et led i deres ikkevoldelige protester mod krig.

## Bed-in i Amsterdam
Lennon og Ono vidste på forhånd, at deres bryllup 20. marts 1969 ville blive en kæmpebegivenhed i pressen, så derfor besluttede de at udnytte muligheden for at få omtale, som de ville bruge på at tale for fred i verden. De tilbragte deres bryllupsdage i præsidentsuiten (værelse 902) på Amsterdam Hilton Hotel i ugen 25. – 31. marts, hvor de inviterede verdenspressen indenfor hver dag mellem kl. 9 og 21. Efter parrets tidligere optrædener, herunder nøgenfotografiet af dem på omslaget af deres album Two Virgins, var der blandt nogle af pressefolkene forventninger om, at Lennon og Ono ville have sex i sengen, men i stedet sad de op i sengen – med John Lennons egne ord "som to engle" – og talte om fred omgivet af fredstegn, blandt andet tekster med "hår-fred" og "senge-fred". Efter de syv dage i sengen rejste de til Wien, hvor de afholdt en bagistisk pressekonference, hvor de med sække over hovederne talte om fred.
I april 1969 sendte Lennon og Ono agern til overhovederne for alle stater i verden med opfordringer til at plante dem som symboler for fred. De havde dog ikke held til at mødes med nogle af lederne i otte måneder efter aktionen.
Mange af hændelserne i forbindelse med brylluppet og bed-in'en efterfølgende beskrev Lennon i sangen "The Ballad of John and Yoko". Heri findes linjer som:
- 'You can get married in Gibraltar near Spain' – om selve brylluppet
- 'Talking in our beds for a week' – om bed-in'en
- 'Made a lightning trip to Vienna ... The newspapers said' – om pressekonferencen
- 'Fifty acorns tied in a sack' – om agernene

Desuden findes verset:
'Drove from Paris to the Amsterdam Hilton

Talking in our beds for a week

The newspapers said

say what're you doing in bed

I said we're only trying to get us some peace.
John Lennon og Yoko Ono havde mange fans, og deres handlinger blev positivt modtaget af de fleste tilhængere, lige som de blev omfattende dækket i pressen. Senere, når Lennon blev spurgt, om han syntes, at happeningen havde været en succes, var han noget frustreret. Han hævdede, at når pressen ikke tog dem alvorligt, så var det netop noget af det, parret ønskede at opnå: "Det er en del af vores holdning ikke at blive opfattet for alvorligt. Vores modstandere, hvem de så end er, kan i alle deres former i håndtere humor. Og vi er humoristiske.

## Bed-in i Montreal
Den anden bed-in var planlagt til at skulle finde sted i New York, men John Lennon havde ikke lov til at rejse ind i USA efter i 1968 at have fået en dom for at have cannabis på sig. I stedet valgte de Bahamas, hvortil de ankom 24. maj 1969. De fik et værelse på Sheraton Oceanus Hotel, men efter en nat i den stærke varme valgte parret at rejse til Montreal. Her ankom de 26. maj, og de indlogerede sig på Queen Elizabeth Hotel på værelserne 1738, 1740, 1742 og 1744. Mens de opholdt sig her, inviterede de en række ligesindede til at besøge sig, heriblandt Timothy Leary, Tommy Smothers, Dick Gregory, Murray the K og Al Capp. Alle disse, bortset fra Capp, sang med, da fredshymnen "Give Peace a Chance" blev indspillet på hotelværelset 1. juni, hvor André Perry stod for optagelsen. Canadian Broadcast Corporation lavede interviews fra værelset. Den amerikanske presse reagerede med blandede kommentarer.
I december 1969 udbredte Lennon og Ono deres fredsbudskab med store plakater med teksten "WAR IS OVER! If You Want It – Happy Christmas From John and Yoko". Plakaterne blev sat op i elleve storbyer over hele verden.

## Efterfølgende reaktioner og bed-ins
Bed-in som aktionsform er senere blevet kopieret og nyfortolket af andre kunstnere i nye protestaktioner. Blandt andet kopierede den hollandske kunstner Marijke van Warmerdam sammen med sin gallerist Kees van Gelder bed-in'en på Amsterdam Hilton i 1992, og kunstgruppen The Centre of Attention gjorde det samme i Miami i 2005. 
I sangen "Don't Look Back in Anger" med Oasis er der henvisning til happeningen, hvor forsanger Noel Gallagher et sted synger 'I'm gonna start a revolution from my bed / 'Cause you said the brains I had went to my head.' Denne sætning skulle efter sigende være udtalt af Lennon og findes på en optagelse fra hans hjem i The Dakota i New York.
Nogle musikgrupper har refereret til happeningen i musikvideoer. Dette gælder blandt andet Marcy Playground (1999) og Viva Voce (2006). Andre musikere har på andre måder henvist til hændelsen, heriblandt Chester Bennington og Mr. Hahn fra Linkin Park, der er fotograferet i en seng til en bog om gruppen, lige som forsangeren fra Green Day, Billie Joe Armstrong, og hans hustru Adrienne Armstrong i 2006 lavede en bed-in, hvor de havde en plakat med teksten "Make Love Not War" på spansk hængende over sengen.

## Minder om bed-in
I 2010 afslørede Montreals bystyre et kunstnerisk mindesmærke i Mount Royal Park for Lennon og Onos bed-in i byen. Værket er udført af Linda Covit og Marie-Claude Séguin og har titlen Give Peace a Chance; på det findes denne tekst på fyrre forskellige sprog.